# Советский, Михаил Александрович
Михаи́л Алекса́ндрович Сове́тский (23 декабря 1917 — 22 июня 1944) — советский лётчик бомбардировочной авиации и минно-торпедной авиации ВВС ВМФ СССР во время Великой Отечественной войны, Герой Советского Союза (22.01.1944). Гвардии капитан (15.03.1944).

## Биография
Воспитывался в детском доме, где и получил фамилию, поскольку по возрасту наиболее вероятно он родился в год Октябрьской революции. Найденный на улице в Москве в 1922 году беспризорный ребёнок знал только своё имя, поэтому в детдоме ему вписали в документы произвольную дату рождения, местом рождения указали Москву, а отчество он себе взял уже сам по имени наиболее уважаемого им воспитателя. С 1930 года жил в детском доме «Спартак» на улице Володарского. В 1935 году окончил среднюю школу № 1 в Замоскворецком районе, в 1937 — Московский рабфак имени В. И. Ленина в Дзержинском районе Москвы, также посещал аэроклуб.
В ноябре 1937 года призван в Военно-морской флот. В декабре 1939 года окончил Военно-морское авиационное училище имени И. В. Сталина в Ейске. Служил в ВВС Балтийского флота, принимал участие в советско-финской войне 1939—1940 годов. В августе 1940 года зачислен младшим лётчиком-наблюдателем в 58-ю отдельную авиационную эскадрилью ВВС КБФ, позднее стал в ней воздушным стрелком-бомбардиром. 
Участник Великой Отечественной войны, воевал в составе того же самолёта на гидросамолёте МБР-2. По некоторым данным, в 1942 году некоторое время состоял в 15-м авиационном полку ВВС Балтийского флота (или был прикомандирован к этому полку). Совершал боевые вылеты над Балтийским морем на разведку и на бомбардировку немецких объектов, а в первый период войны и против немецко-финских войск на сухопутном фронте.
С января 1943 года до последнего дня жизни сражался в рядах  1-го гвардейского минно-торпедного авиационного полка ВВС Балтийского флота, где освоил самолёт Ил-4. Прибыв в полк стрелком-бомбардиром, в короткий срок вырос до штурмана звена.
Штурман звена 3-й Краснознамённой эскадрильи 1 ГМТАП гвардии старший лейтенант М. А. Советский к октябрю 1943 года совершил 82 успешных боевых вылета. Бомбил вражеские военно-морские базы Хельсинки, Таллин, Котка, железнодорожные узлы и аэродромы. Выполнил несколько морских минных постановок. Потопил 7 вражеских транспортов водоизмещением 48 тыс. тонн и 1 подводную лодку. В вылете 7 сентября 1941 года подвергся атаке группы вражеских самолётов и в воздушном бою экипаж сбил 2 из них. За эти подвиги был представлен к званию Героя Советского Союза.
Указом Президиума Верховного Совета СССР «О присвоении звания Героя Советского Союза офицерскому составу Военно-Морского флота» от 22 января 1944 года за «образцовое выполнение боевых заданий командования на фронте борьбы с немецкими захватчиками и проявленные при этом отвагу и геройство» удостоен звания Героя Советского Союза с вручением ордена Ленина и медали «Золотая Звезда». 
22 июня 1944 года, после выполнения боевого задания при посадке на аэродром Каменка у самолёта, лётчиком которого был А. А. Гожев, штурманом — М. А. Советский, отказали двигатели, самолёт упал в лес. Лётчики погибли.
М. А. Советского вместе с боевым товарищем гвардии старшим лейтенантом Гожевым А. А. похоронили в Ленинграде на Смоленском кладбище.

## Награды
- Герой Советского Союза (22.01.1944)
- Орден Ленина (22.01.1944)
- три ордена Красного Знамени (1.11.1941, 23.08.1943, 2.09.1943)
- Медаль «За оборону Ленинграда» (1943)

## Память
- В честь Героя Советского Союза Михаила Советского посёлок Йоханнес (фин. Johannes) 1 сентября 1948 года был переименован в Советский, в центре посёлка в 1975 году установлен памятник.
- Его имя присвоено школе № 12 в Москве.
- Также его именем назван остров в Балтийском море (Выборгский залив)[8].